# Begraafplaats Dalweg (Soest)
De katholieke begraafplaats ligt aan de Dalweg en de Steenhoffstraat in Soest in de provincie Utrecht.
De rechthoekige begraafplaats grenst aan de spoorlijn Baarn-Utrecht. In 1828 hoorde de begraafplaats bij de Petrus en Pauluskerk uit 1692. Na de hervorming dreigde Soest zonder katholieke parochie te raken. Deze kerk werd, na inzet van pastoor Steenhoff, in 1852 werd vervangen door een (inmiddels verdwenen) waterstaatkerk. 

## Poortgebouw
Bij de uitbreiding tegen de oosthelling van de Soester Eng in 1876 werden een ommuring en een poortgebouw aangebracht. Op een gedenksteen staat de tekst Eerste steen gelegd door de leden van het R.K. kerkbestuur, W. Steenhoff, I. Kok, G. Logtensteijn, D. van den Dijssel, W. van Roomen, den X augustus MDCCCLXXVIV. Veel grafstenen gingen bij die uitbreiding verloren. Het kerkhof was destijds in vier klassen onderverdeeld. Daarnaast was er een apart deel voor ongedoopte baby's en kleine kinderen. Op dit deel (naast het poortgebouw), is het latere transformatorhuisje gebouwd. Toen de begraafplaats in de twintigste eeuw aan de noordzijde werd uitgebreid, stond het poortgebouw niet meer in het centraal. Tot 1968 lag de ingang aan de Steenhoffstraat, maar met de aanleg van de huidige Dalweg werd de ingang verlegd. Het poortgebouw kwam daardoor haaks op de Dalweg te staan.Halverwege het kerkhof staat een groot stenen kruis. Langs de lange zijden van de begraafplaats staan lindebomen. In de beide vleugels van het gebouwtje waren het baarhuisje en een schuur ondergebracht.

## Graven
Ook de stichter van het huidige kerkhof Mgr. W. Steenhoff werd hier begraven, maar zijn graftombe is in de jaren 70 van de 20ste eeuw afgebroken. Ook de zusters die het St. Josephgesticht bewoonden liggen hier begraven.  
Het oudste graf is waarschijnlijk dat van de familie E.E. Kuijper (1851) en M.T. Alberdingk Tijm (1865).
In de grafkelder van de Cornelia en Everdina van Dam van Veenhuizen op het terrein staat een wapenschild met een witmarmeren kruis. Het hekwerk met palmetmotief, zonnebloemen en papaverbollen staan symbool voor de eeuwigdurende slaap. Een opvallend graf op het kerkhof is dat met een gevleugelde gietijzeren engel uit 1916.